# 凡妮莎·威廉斯
凡妮莎·林恩·威廉斯（Vanessa Lynn Williams，1963年3月18日—），美国歌手、演员，她在1983年成为美国首位有非裔血统的美国小姐。曾获格莱美奖、艾美奖、托尼奖提名。
凡妮莎·威廉斯曾演唱迪士尼電影《風中奇緣》的主題曲「Colors Of The Wind」（中文版本為「風之彩」，由辛曉琪演唱）；而她最廣為人知，也是唯一的一首冠軍單曲是「Save The Best For Last」，此曲在1992年3月拿下告示牌單曲榜五週冠軍的好成績，在該年的單曲年終總排行也獲得了第四名的佳績。